# Blanzaguet-Saint-Cybard
Blanzaguet-Saint-Cybard é uma comuna francesa na região administrativa da Nova Aquitânia, no departamento de Charente. Estende-se por uma área de 11,95 km². Em 2010 a comuna tinha 300 habitantes (densidade: 25,1 hab./km²).